# Rau tràng
Rau tràng hay còn gọi tên hoa sấm, thủy nữ Ấn Độ, trang Ấn Độ (danh pháp khoa học: Nymphoides indica) là một loài thực vật có hoa trong họ Menyanthaceae. Loài này được (L.) Kuntze mô tả khoa học đầu tiên năm 1891.